# Província de Hidaka
Hidaka (日高国, Hidaka no kuni) foi uma breve província do Japão em Hokkaidō. Corresponde à atual subprefeitura de Hidaka.

## História
- 15 de agosto de 1869: Hidaka estabelecida com 7 distritos
- 1872: Censo aponta população de 6574 habitantes
- 1882: Províncias dissolvidas em Hokkaidō

## Distritos
- Saru (沙流郡)
- Niikappu (新冠郡)
- Shizunai (静内郡)
- Mitsuishi (三石郡)
- Urakawa (浦河郡)
- Samani (様似郡)
- Horoizumi (幌泉郡)